# Straßenbahn Lwiw
Die Straßenbahn Lwiw ist das Straßenbahn-System der westukrainischen Stadt Lwiw, ehemals Lemberg. Es umfasst elf Linien (Stand: April 2017) bei 36,5 Kilometern Streckenlänge und knapp 120 Fahrzeugen (Stand: jeweils 2012).

## Passagierzahlen und Finanzen ab 1991
Fuhren 1991 noch fast 140.000.000 Passagiere mit der Straßenbahn, so waren es 2002 nur noch 60.000.000. Zudem kann ein großer Teil der Fahrgäste, rund 65 Prozent, aufgrund von Gesetzen die Bahnen kostenlos benutzen. Die Schulden des Betriebes werden durch den Staat übernommen. Die Fahrpreise betragen derzeit:
- Einfache Fahrt: 5,00 UAH
- Ermäßigte Fahrt: 1,00 UAH
- Gepäckstück (20 × 40 × 60 cm): 1,50 UAH
- Erhöhtes Beförderungsentgelt: 30 UAH

## Streckennetz

### Aufbau und Elektrifizierung (1880 bis 1910)
Das meterspurige Netz geht auf eine am 5. Mai 1880 eröffnete Pferdebahn zurück. Diese stand im Besitz der Società Triestina Tramway, der Betreibergesellschaft der Straßenbahn Triest. 1906 wurde der Betrieb von der Stadt übernommen und 1908 elektrifiziert.
Parallel dazu hatte am 31. Mai 1894 das Unternehmen Siemens & Halske eine weitere Straßenbahn eröffnet. Diese wurde bereits 1896 kommunalisiert.

### Umstellung auf Rechtsverkehr (1922)
Ab dem 1. Oktober 1922 wurden die Linien von Linksverkehr auf Rechtsverkehr umgestellt.

### Geschichte von 1945 bis 1990
Nach Ende des Zweiten Weltkrieges begann der Ausbau des Netzes. Ab dem 27. November 1952 wurden auch Linien auf Oberleitungsbus umgestellt. Hierbei handelte es sich aber ausschließlich um schlecht ausgelastete Strecken. Ab den 1970er-Jahren wurden auch Linien in der Innenstadt stillgelegt. 1972 wurden nur noch sechs Linien befahren, später stieg die Zahl wieder an. 1988 wurde die erste Schnellstraßenbahn-Strecke eingeweiht.

### Aktuelles Streckennetz seit 2016
Am 17. November 2016 wurde die Linie 8 eröffnet, die das Plattenbau-Wohnviertel Sychiw erschließt. Die Linie beginnt gemeinsam mit den Linien 3 und 11 am Soborna-Platz und fährt über die Innenstadtstrecke bis zum Franka-Platz. Das anschließende Stück bis zur Akademie der Künste teilt sie mit der Linie 4, auf diesem Abschnitt wurden die Gleise neu verlegt. Dann beginnt die Neubaustrecke, die auf eigenem Bahnkörper in Straßenmitte das dicht besiedelte Neubaugebiet erreicht.
Aktuell (2019) finden Ausbauarbeiten der Linien nach Norden statt, so dass dort zurzeit nur die Linien 6 und 7 fahren. Auch am Hauptbahnhof wird gearbeitet, es entsteht eine völlig neue Wendeschleife mit besseren Umsteigemöglichkeiten von Bahn auf Tram, so dass auch dieser Streckenast aktuell nicht befahren wird. Der Bahnhof kann aber über den großen und in der Nähe gelegenen Knotenpunkt der Straßenbahnen gut erreicht werden.
Die dringend notwendige Sanierung der Gleise auf der Bandera-Straße liegt momentan auf Eis, so dass dort recht langsam gefahren werden muss.
| Linie   | 1 | 2  | 3 | 4 | 5 | 6  | 7 | 8  | 9 | 10 | 11 | Summe |
| ------- | - | -- | - | - | - | -- | - | -- | - | -- | -- | ----- |
| Umläufe | 6 | 10 | 8 | 2 | 6 | 11 | 9 | 15 | 6 | 5  | 3  | 75    |

An einem normalen Werktag sind 75 Umläufe im Einsatz.

## Fahrzeuge

### Typ Gotha
Nach dem Zweiten Weltkrieg waren die Fahrzeuge sehr veraltet. Von 1955 bis 1967 wurden zahlreiche Wagen aus DDR-Produktion der Gothaer Waggonfabrik angeschafft. Andere in diesem Zeitraum produzierte Wagen kamen von 1969 bis 1972 aus Odessa und Dnepropetrovsk sowie von den aufgelösten Straßenbahnbetrieben in Chișinău (1961) und Simferopol (1971).(Triebwagen Nr. 401–474 und 481–490, Beiwagen Nr. 501–574 und 581–588)
Insgesamt waren dies
- 11 Züge LOWA ET54 + EB54 (Vorläufer der Gothawagen, siehe LOWA ET50)
- 27 Gothawagen T57 + 25 Beiwagen Gotha B57
- 5 Züge Gothawagen T59E + B59E
- 42 Züge Gothawagen T2-62 + B2-62
- 50 Gothawagen G4-61 wurden 1966 und 1967 neu beschafft und waren die ersten Gelenkwagen in Lwiw (Doppel-Nr. 601/701–650/750)[2]

### Typ Tatra T4SU

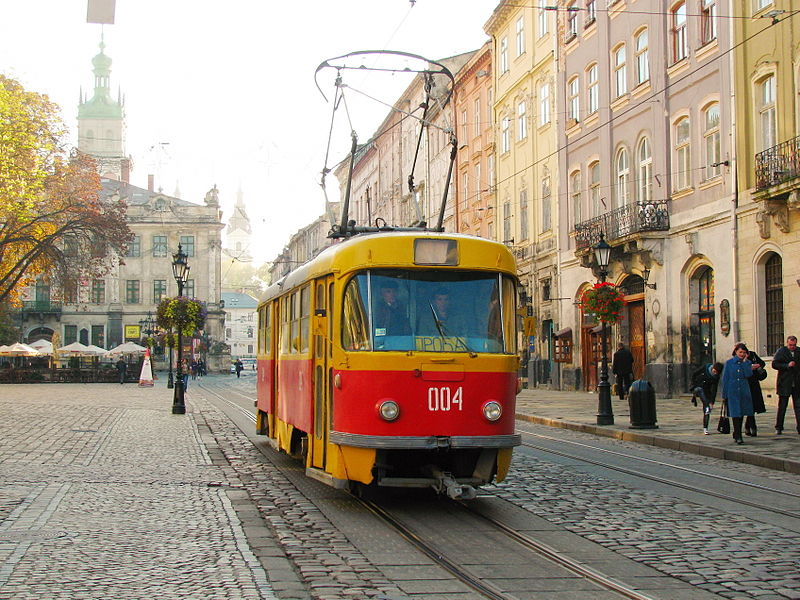
T4SU-Arbeitswagen Nummer 004 im Jahr 2010

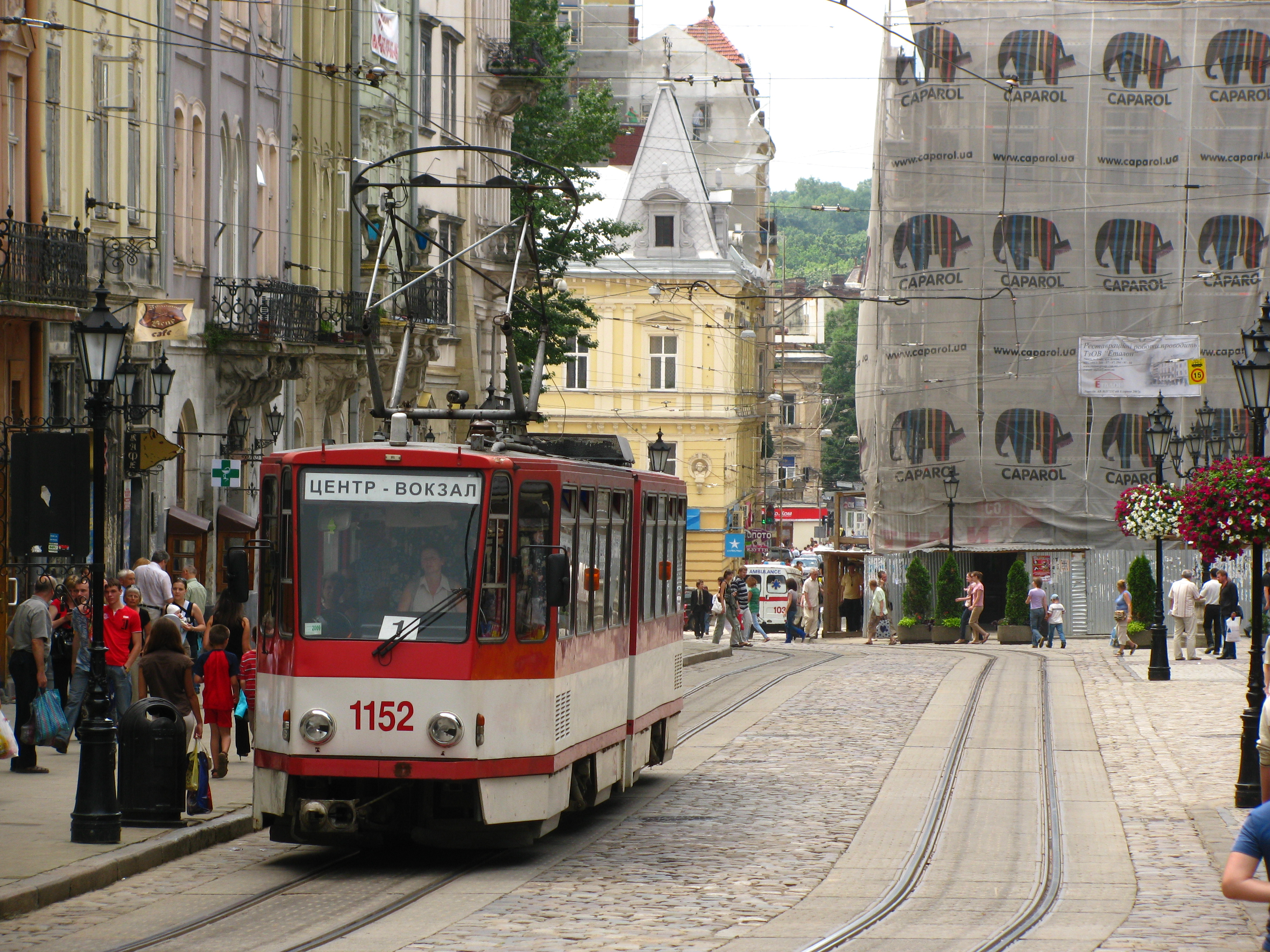
Ehemaliger Erfurter Wagen (Nr. 1152) auf der Linie 1

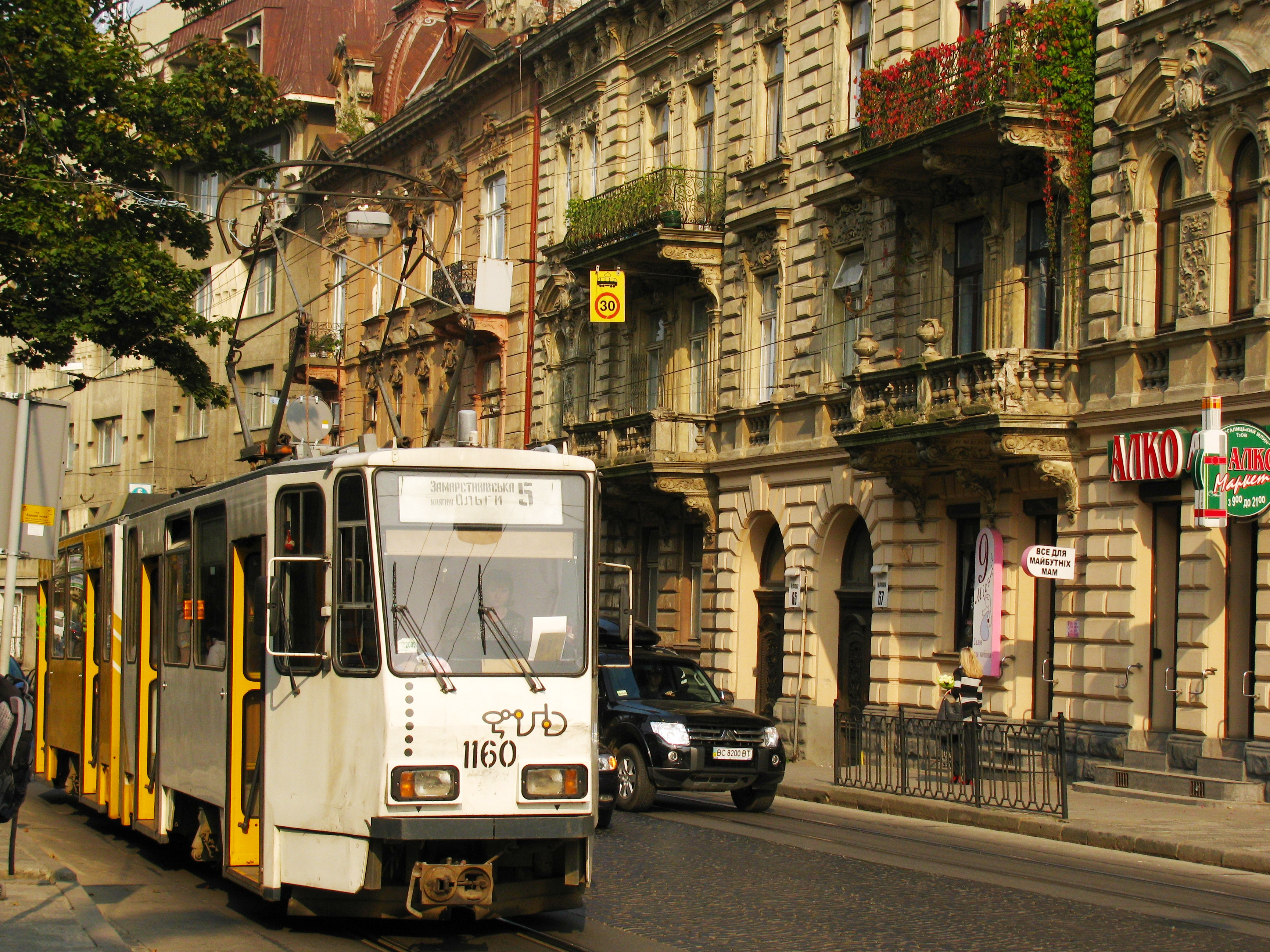
Ehemaliger Geraer Wagen (Nr. 1160) (mit Logo der GVB auf der Front)

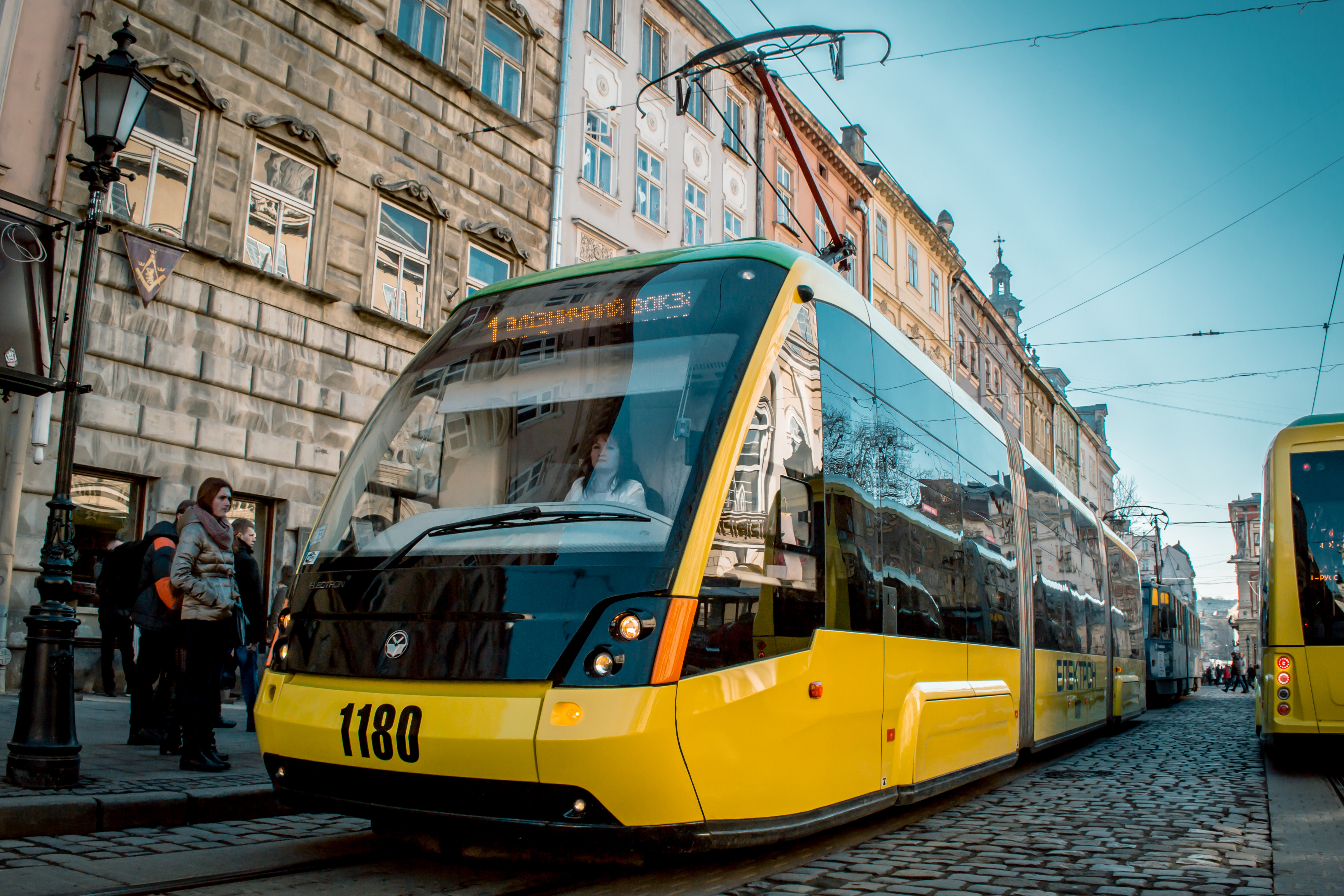
Elektron T3L44 (Nr. 1185) bei der Eröffnung der Linie 8

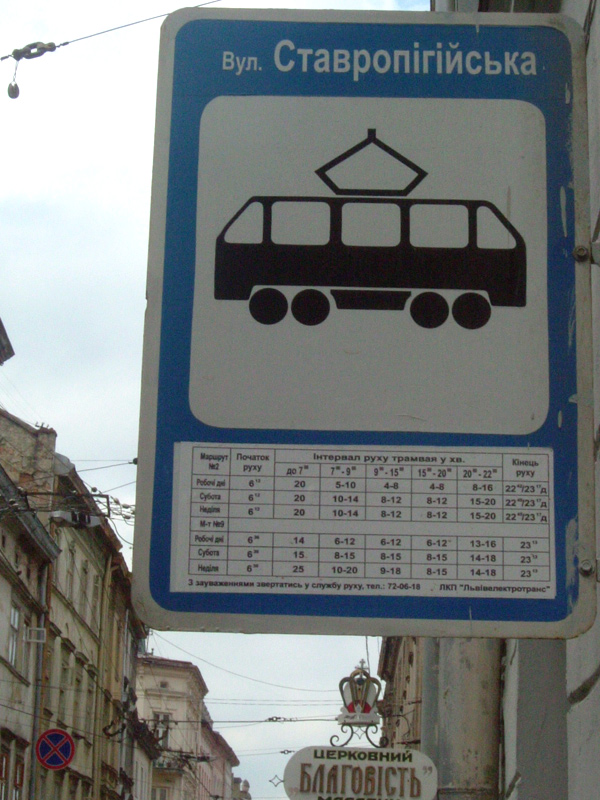
Haltestellenschild mit Intervallangaben

Ab 1972 wurden erstmals in Lwiw Wagen aus der ČSSR beschafft. Die Ausführung T4SU (SU für Sowjetunion) entstand aus dem Typ T4D (D für DDR), wobei die Ausrüstung für den Beiwagenbetrieb entfiel und geschlossene Führerstände eingebaut wurden. In den Jahren 1972 bis 1979 wurden 73 Wagen ausgeliefert, die die Betriebsnummern 801 bis 873 erhielten. Später trug ein Wagen die Nummer 878. Die Wagen dieses Typs wurden letztmals im Jahre 2011 eingesetzt. Heute (Stand: 2017) sind noch fünf dieser Wagen in Lwiw vorhanden.

### Typ Tatra KT4SU
Im Jahre 1976 wurden zwei Fahrzeuge der Nullserie dieses neuen Wagentyps, der über ein Gelenk verfügte, nach Lwiw ausgeliefert. Sie wurden zusammen mit der für die DDR bestimmten Nullserie gebaut, weichen jedoch in einigen Details (z. B. Begrenzungsleuchten) von dieser ab. Die Serienwagen trafen von 1980 bis 1988 ein. Insgesamt erhielt Lwiw 145 KT4SU-Wagen (Nr. 1001–1145). 2012 kamen noch zwei Wagen aus Winnyzja dazu (Nr. 1172 und 1173). Heute (Stand: 2017) sind von den 147 Wagen nur noch 93 vorhanden. Davon werden 52 noch eingesetzt, 41 weitere sind im Depot als derzeit nicht betriebsfähige Reserve abgestellt, da man nicht mehr so viele Fahrzeuge für den täglichen Einsatz benötigt. Die übrigen 54 Wagen sind bereits verschrottet. Es ist geplant, die bestehenden Fahrzeuge mit Niederflurmittelteilen auszurüsten.

### Typ Tatra KT4D
In den Jahren von 2007 bis 2013 wurden insgesamt 27 gebrauchte Tatra KT4D-Wagen aus Erfurt und Gera angekauft:
- 2007/2008 von der Straßenbahn Erfurt 11 Wagen (Nr. 1150–1159 und 1171, Nr. 1159 wurde 2010 nach Brand verschrottet)[7]
- 2008 von der Straßenbahn Gera 11 Wagen (Nr. 1160–1170)[8]
- im Juli 2013 nochmals 5 Wagen von der Straßenbahn Erfurt (Nr. 1174–1178), damit umfasst der Bestand dieses Typs seitdem 26 Wagen.

Zusätzlich wurden 2018 von der Straßenbahn Berlin 30 Wagen (Nr. 1188-1217) übernommen. Im Mai 2024 wurden nochmals 12 Wagen von der Straßenbahn Berlin abgegeben, sodass nach der vollständigen Auslieferung insgesamt 68 Wagen dieses Typs in Bestand sein werden.

### Typ Elektron
Ab September 2012 wurde an die Lwiwer Firma Elektrotrans, einem Joint Venture von Electron and TransTec Vetschau, der Auftrag zum Bau von Niederflurstraßenbahnen mit 100 % Niederfluranteil vergeben. Diese sind im Einsatz
- als fünfteiliger Typ Electron T5L64 seit August 2013 (Nr. 1179)[11]. 2020 wurden 10 weitere Fahrzeuge dieses Typs bestellt. Die Auslieferung begann im Dezember 2021 und sollte 2022 abgeschlossen werden, wobei das letzte Fahrzeug allerdings erst 2024 ausgeliefert wurde.[12][13]
- als dreiteiliger Typ Electron T3L44 seit 2014 (Nr. 1180) und seit 2016 (Nr. 1181–1187).

### Typ Vevey
Anfang 2024 wurde bekannt gegeben, dass von der Straßenbahn Bern insgesamt 11 gebrauchte Wagen des Typs Vevey Be 4/8 übernommen werden sollen, wobei die Auslieferung im Spätsommer 2024 durchgeführt werden soll.

### Typ Schindler
Bis Ende 2025 werden 23 gebrauchte Gelenktriebwagen des Typs Schindler Be 4/8 für den Fahrgastbetrieb und rund 10 gebrauchte Gelenktriebwagen des Typs Schindler Be 4/6 für andere Zwecke wie Fahrerschulung, Dienstfahrzeuge und Ersatzteilspender aus dem Bestand der Baselland Transport von der Straßenbahn Basel an die Straßenbahn Lwiw abgegeben.

### Erinnerungskultur

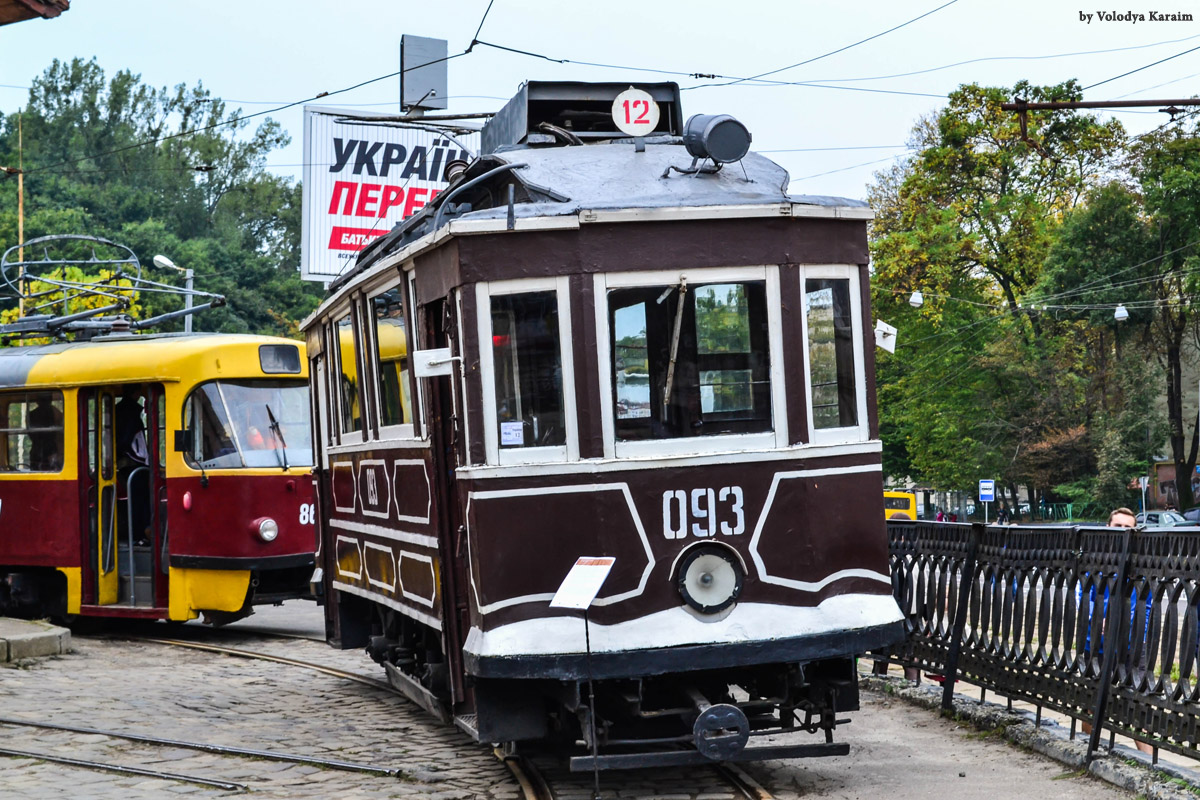
Betriebsfähiges Originalfahrzeug Sanok SN1 093

Die Straßenbahn Lwiw unterhält mit dem Sanok-Wagen 093 ein betriebsfähiges Originalfahrzeug von 1912.

## Lied
Von der Lwiwer A-cappella-Gruppe „Pikardijska Terzija“ stammt ein populäres Lied, das die Straßenbahn von Lwiw besingt („Starenki Tramwaj“, deutsch etwa „Die (liebe) alte Straßenbahn“).